# Hans Tröger (Offizier)
Hans Tröger (* 29. August 1896 in Plauen; † 21. Januar 1982 in Schwanau Baden-Württemberg) war ein deutscher Offizier, zuletzt Generalleutnant im Zweiten Weltkrieg.

## Leben
Hans Tröger trat Anfang Mai 1915 als Fahnenjunker in die Armee ein und diente als Offizier im Ersten Weltkrieg. Am 30. Mai 1916 wurde er im Pionier-Bataillon 9 zum Leutnant befördert (Patent 10. Mai 1915).
Nach Ende des Krieges wurde er in die Reichswehr übernommen und diente im 3. Reiter-Regiment (Rathenow), u. a. 1923 im Stab des Regiments.
In der Wehrmacht war er als Major (Beförderung 1. August 1936) ab Ende November 1938 Adjutant des Höheren Kavallerie-Offizier der schnellen Truppen im OKH (Berlin), Oberst Wolfgang von Waldenfels (1889–1940).
Als Kommandeur übernahm er im Dezember 1939, im gleichen Monat zum Oberstleutnant befördert, von Günther von Manteuffel das Kradschützen-Bataillon 3 bei der 3. Panzer-Division. Im Juni 1940 wurde er Kommandeur des Kradschützen-Bataillons 64 der 14. Panzer-Division und war, ab 1. Juni 1941 Oberst, in der gleichen Division ab dem 20. Dezember 1941 bis zur Umbenennung Juli 1942 Kommandeur des Schützen-Regiments 103.
Von September 1942 bis Mitte November 1942 war er in Personalunion Kommandeur der Abteilungsführerschule Paris und Kompanieführerschule Versailles. Das Kommando über die Abteilungsführerschule Paris gab er an Rudolf von Waldenfels ab. Er wurde kurzzeitig in die Führerreserve versetzt.
Vom 30. November 1942 bis 26. Januar 1943 war Tröger Kommandeur der 27. Panzer-Division. Die Aufstellung der Division hatte an der Ostfront bei der Heeresgruppe Süd begonnen, wurde aber nicht abgeschlossen worden. Die aufgestellten Truppenteile kämpften im XXIV. Panzerkorps Anfang 1943 erst während der Operation Ostrogoschsk-Rossosch und später noch in der Woronesch-Charkiwer Operation. Anfang Januar 1943 war er zum Generalmajor befördert worden. Kurz nach der Abgabe des Kommandos wurde die Division aufgelöst.
Am 28. Februar 1943 wurde Tröger Kommandeur der Schulen der Panzertruppen.
Vom 20. November 1943 bis 10. Mai 1944 war er als Nachfolger von Generalleutnant Georg Jauer, welcher nur fünf Tage im Amt war, Kommandeur der  25. Panzer-Division. An der Ostfront erlebte die Division erhebliche Verluste und wurde im März 1944 im Hube-Kessel mit der 1. Panzerarmee eingeschlossen. Nach dem Ausbruch aus dem Kessel wurde die Division im April 1944 nach Aalborg zur Auffrischung geschickt und Tröger zum Generalleutnant befördert. Kurze Zeit später gab Tröger das Kommando ab und wurde erneut in die Führerreserve versetzt.
Vom 25. Mai 1944 bis 9. September 1944 war er Kommandeur der 13. Panzer-Division. Die Division kämpfte ebenfalls an der Ostfront bei der Heeresgruppe Südukraine. Im August 1944 wurde die Division beim Zusammenbruch der Heeresgruppe aufgerieben und ab Ende September 1944 im Reich neu aufgestellt. Tröger wurde gefangen genommen, erst in Bulgarien interniert und an die Sowjetunion überstellt. Bis 10. Oktober 1955 befand er sich in sowjetischer Kriegsgefangenschaft.
Nach dem Krieg wohnte er in Oberwinter.

## Auszeichnungen
- Eisernes Kreuz (1914) II. und I. Klasse
- Spange zum Eisernen Kreuz II. und I. Klasse
- Deutsches Kreuz in Gold am 15. November 1941
- Ritterkreuz des Eisernen Kreuzes am 1. April 1944[8][9]